# Mondaine
Mondaine es una marca de relojes de la compañía Mondaine Watch Ltd.
La mayoría de los relojes Mondaine tienen modelos inspirados en el modernismo y en los diseños de los relojes de las estaciones de tren de Suiza.
El diseño del primer reloj fue hecho en 1944 por el ingeniero de la red ferroviaria suiza Hans Hilfiker (1901-1993). El reloj original fue lanzado por Mondaine en 1986. En 2006 Mondaine adquirió el 15% de las acciones de Luminox